# Chasing Through Europe
Pour plus de détails, voir Fiche technique et Distribution.
Chasing through Europe est un film américain pré-code en noir et blanc réalisé par David Butler et Alfred L. Werker, sorti en 1929.

## Synopsis
Dick Stallings, jeune reporter-caméraman, s'éprend d'une jeune et riche Américaine, Linda Terry, qui est promise à un mariage dont elle ne veut pas. Ils s'enfuient à travers l'Europe en passant par Londres, Paris et Rome, interviewant sur leur passage des politiciens et des célébrités de premier plan, tout en étant poursuivis par un gangster qui cherche à enlever Linda.

## Fiche technique
- Titre original : Chasing through Europe
- Réalisation : David Butler, Alfred L. Werker
- Scénario : Andrew Bennison, John Stone
- Photographie : Lucien N. Andriot, L. William O'Connell, Sidney Wagner
- Producteur : William Fox
- Société de production et de distribution : Fox Film
- Pays de production : États-Unis
- Langue d'origine : anglais
- Lieux de tournage : Londres (Angleterre), Roome (Italie), Paris (France), Ypres (Belgique)
- Format : Noir et blanc - 35 mm - 1,33:1 - Son : mono (Movietone)
- Genre : Comédie romantique
- Durée : 62 minutes
- Date de sortie :
  - États-Unis : 4 août 1929

## Autour du film
Les acteurs principaux, Nick Stuart et Sue Carol sont mari et femme dans la vraie vie.

## Distribution
- Nick Stuart : Dick Stallings
- Sue Carol : Linda Terry
- Gustav von Seyffertitz : Phineas Merrill
- Gavin Gordon : Don Merrill
- E. Alyn Warren : Louis Herriot